# Phish
Phish är ett amerikanskt rockband aktivt från 1983 Bandet bildades i Vermont av gitarristen Trey Anastasio. Andra medlemmar är Jon Fishman, Page Mconnell och Mike Gordon. Phish är allmänt sedda som det största av de amerikanska "jambanden" (det vill säga rockgrupper som improviserar mycket live), en term som ursprungligen skapades av Grateful Dead och The Allman Brothers Band i slutet av 1960-talet. Phish har likt The Grateful Dead en stor skara fans som följer bandet på deras konserter världen över kallade "Phish-heads". Phish är kända för att arrangera enorma festivaler där Phish spelar i 2 eller fler dagar, ofta med "set" som är 5 timmar eller längre. På nyårsafton 1999/2000 spelade Phish på naturreservatet "Big Cypress" i USA, 75.000 fans kom dit och konsertens sista "set" varade från 21 på kvällen till 8 nästa morgon. Ett annat av dessa gigantiska evenemang finns dokumenterat på DVD:n "IT" som är en konsert från Limestone, Maine i USA 2003. 2009 hölls ett evenemang kallat Festival 8 i Kalifornien, USA. Efter att bandet upplösts 2004 meddelade Phish under slutet av 2008 att bandet återförenats och kommer att turnera under 2009.
Ben & Jerrys glass Phish food är uppkallad efter detta band. Glassen utkom i begränsad upplaga uppkallad efter Phish-låten "It's Ice" och som fanns tillgänglig 2018 och 2019.

## Medlemmar
Nuvarande medlemmar

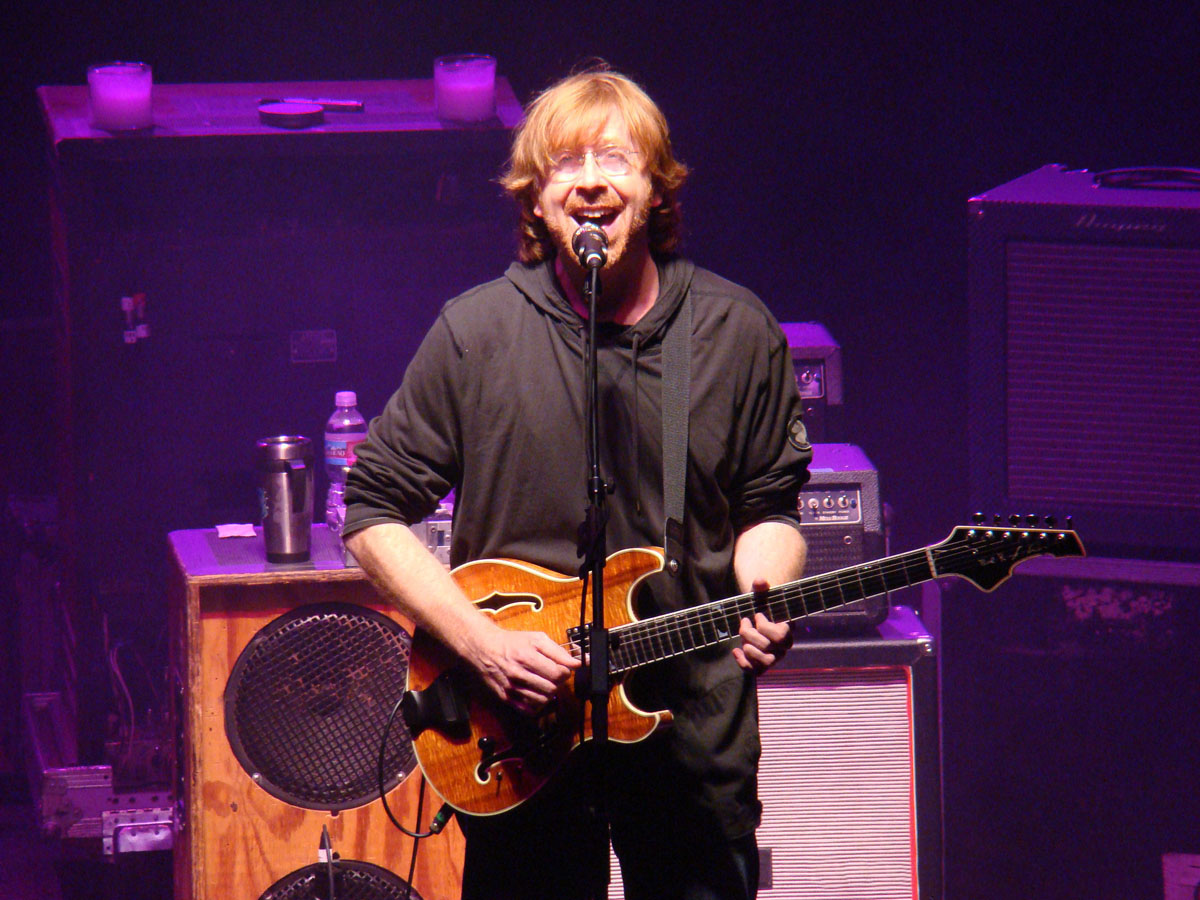
Trey-Anastasio 2009.

- Trey Anastasio – gitarr, sång (1983– )
- Jon Fishman – trummor, percussion, sång (1983– )
- Mike Gordon – basgitarr, sång (1983– )
- Page McConnell – keyboard, sång (1985– )

Tidigare medlemmar
- Jeff Holdsworth – gitarr, sång (1983–1986, 2003)

Turnerande musiker
- Marc Daubert – percussion (1984–1985)
- Carl Gerhard – trumpet (1991, 1994)
- Don Glasgo – trombon (1994)
- Dave Grippo – altsaxofon (1991, 1994)
- Mike Hewitt – baritonsaxofon (1994)
- Jeff Mosier – banjo (1994)
- Karl Perazzo – percussion (1996)
- Chris Peterman – tenorsaxofon (1994)
- Michael Ray – trumpet (1994)
- Russell Remington – tenorsaxofon (1991)
- Joey Somerville Jr. – trumpet (1994)

## Diskografi

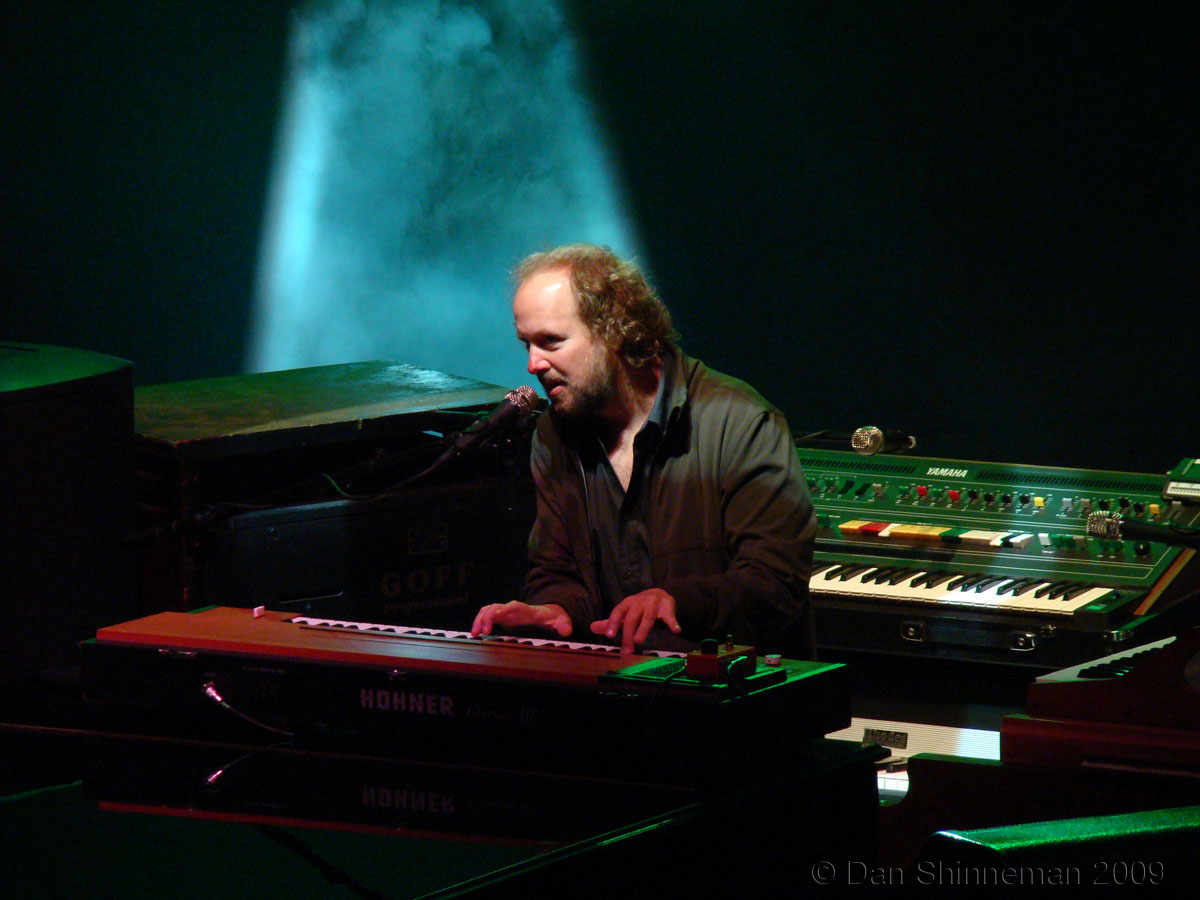
Page McConnell 2009.

### Studioalbum
- 1988 – Junta
- 1990 – Lawn Boy
- 1992 – A Picture of Nectar
- 1993 – Rift
- 1994 – Hoist
- 1996 – Billy Breathes
- 1998 – The Story of the Ghost
- 2000 – Farmhouse
- 2000 – The Siket Disc
- 2002 – Round Room
- 2004 – Undermind
- 2009 – Joy
- 2014 – Fuego
- 2016 – Big Boat

### Livealbum
- 1995 – A Live One
- 1997 – Slip Stitch and Pass
- 1999 – Hampton Comes Alive
- 2001 – Live Phish Volume 1
- 2001 – Live Phish Volume 2
- 2001 – Live Phish Volume 3
- 2001 – Live Phish Volume 4
- 2001 – Live Phish Volume 5
- 2001 – Live Phish Volume 6
- 2002 – Live Phish Volume 7
- 2002 – Live Phish Volume 8
- 2002 – Live Phish Volume 9
- 2002 – Live Phish Volume 10
- 2002 – Live Phish Volume 11
- 2002 – Live Phish Volume 12
- 2002 – Live Phish Volume 13
- 2002 – Live Phish Volume 14
- 2002 – Live Phish Volume 15
- 2002 – Live Phish Volume 16
- 2003 – Live Phish Volume 17
- 2003 – Live Phish Volume 18
- 2003 – Live Phish Volume 19
- 2003 – Live Phish Volume 20
- 2005 – New Year's Eve 1995
- 2006 – Phish: Live in Brooklyn
- 2006 – Colorado '88
- 2007 – Vegas 96
- 2007 – IT 2003
- 2011 – Live Phish: 6/27/10 Merriweather Post Pavillion
- 2011 – Live Phish: 08.07.2010 The Greek Theatre, Berkeley, CA
- 2011 – Live Phish: 08.13.2010 Verizon Wireless Music Center, Noblesville, IN
- 2011 – Live Phish: 10/30/10, Boardwalk Hall, Atlantic City, NJ
- 2014 – Live Phish - July 13, 2014 - Randall's Island - New York, NY
- 2014 – Live Phish - July 26, 2014 - Merriweather Post Pavilion - Columbia, MD
- 2014 – Live Phish - July 27, 2014 - Merriweather Post Pavilion - Columbia, MD